# Нючёпингский замок
Нючёпингский замок (швед. Nyköpings slott), также Нючёпингсхус (швед. Nyköpingshus) — фрагментарно сохранившийся замок в шведском городе Нючёпинг.

## История
В XII веке в Нючёпинге возводится крепость типа кастель, перестроенная в XIII веке в замок. В дальнейшем этот замок дополнительно укрепляется, что делает его одной из мощнейших крепостей Швеции. В начале XIV века, во время борьбы за власть в стране братьев Биргера, Эрика и Вальдемара, в Нючёпингском замке был вначале заточён король Биргер, а затем через несколько лет и его братья Эрик и Вальдемар, которые в заключении были заморены голодом. В результате вызванного смертью Эрика и Вальдемара восстания в 1318 году замок был разрушен. 
Приблизительно через 50 лет Нючёпингская крепость восстанавливается, и в последующие столетия неоднократно перестраивается. В 1574 году она становится резиденцией герцога Карла — будущего короля Швеции Карла IX, который на её основе возводит новый дворец в стиле эпохи Возрождения. 
В 1665 году Нючёпингский замок сильно пострадал вследствие пожара, уничтожившего значительную часть города. Восстановительные работы тогда не проводились, однако в XVIII веке внутри крепостных валов была построена резиденция губернатора (статгальтера) провинции. Позднее крепость опять использовалась как тюрьма. В XX веке часть зданий крепости были восстановлены, теперь здесь помещается музей (Sörmlands museum) и ресторан.